# Goin'にMy Way
「Goin'にMy Way」（ごーいんにマイ・ウエイ）は、1981年（昭和56年）3月25日にリリースされた日本の歌手・青木美冴のシングルである。本シングルは、青木の再デビューシングルであり、ロックバンド・近田春夫&ビブラトーンズの前身「人種熱＋近田春夫」の編曲・演奏による作品である。

## 略歴・概要
1975年（昭和50年）8月1日にシングル「うれしい体験」（CBSソニーレコード、現ソニー・ミュージックエンタテインメント）でわずか15歳でデビューした青木美冴は、同シングルを含め3枚のシングルを出したきり、やがてCBSソニーとの契約も切れたが、5年後、20歳にして再デビューを果たすのが、本シングル「Goin'にMy Way」である。
表題曲「Goin'にMy Way」は、アニメーション映画『悪魔と姫ぎみ』（原作吉田秋生）の主題歌であり、その劇伴（サウンドトラック）をプロデュースしたのが、近田春夫であり、編曲・演奏したのが、「人種熱＋近田春夫」であった。いわば、「近田春夫&ビブラトーンズ」の前身がリードヴォーカルに青木を迎えた形、「田代美代子・和田弘とマヒナスターズ」のような形式である。
本シングルの音源は、2007年12月現在、CD化あるいはデジタル音源化されていない。

## 収録曲
1. Goin'にMy Way
  - 作詞森雪之丞、作曲近田春夫、編曲・演奏近田春夫＋人種熱
2. 夢みるカカオ
  - 作詞森雪之丞、作曲近田春夫、編曲・演奏近田春夫＋人種熱

## 関連事項
- 1981年の音楽
- 悪魔と姫ぎみ
- 近田春夫&ビブラトーンズ
- ソリッドレコード夢のアルバム

## 註
1. ↑  「青木美冴」の項の記述を参照。